# Diplotaxis muricata
Diplotaxis muricata är en skalbaggsart som beskrevs av Schaeffer 1907. Diplotaxis muricata ingår i släktet Diplotaxis och familjen Melolonthidae. Inga underarter finns listade i Catalogue of Life.